# Maggie Rogers
Margaret Debay Rogers (25 de Abril de 1994) é uma artista, compositora e produtora americana nativa de Easton, Maryland. Seu outbreak aconteceu quando sua canção “Alaska” foi tocada para Pharrell Williams durante um seminário na New York University’s Clive Davis Institute of Recorded Music.

## Vida pregressa
Rogers cresceu nas redondezas do Miles River em Easton, Maryland. Seu pai é um aposentado negociador da Ford e sua mãe, uma enfermeira formada, trabalha como doula. Ela começou a tocar harpa aos sete anos, e era devota às músicas de Gustav Holst e Antonio Vivaldi. Sua mãe costumava tocar músicos do neo-soul, como Erykah Badu e Lauryn Hill. Quando chegou ao ensino fundamental, Rogers adicionou as habilidades do piano e violão ao seu repertório e começou a compor na oitava série. No ensino médio, ela adentrou no prestigioso internato de St. Andrew’s, em Delaware, juntamente da The Gunston School em Maryland. Na escola, tocava harpa na orquestra, cantava no coro, entrou em uma banda de jazz, aprendeu a tocar banjo e se interessou por música folclórica, “folk music”, e se auto-ensinou programação. Ela também passou vários verões durante seu período formativo em um campo rural no Maine.
No verão após seu segundo ano no ensino médio, Rogers participou de uma programa na Berklee College of Music e ganhou o concurso de melhor compositora, fazendo com que ela se concentrasse em escrever canções. Durante seu último ano, ela transformou uma almoxarifado em um estúdio de gravação improvisado, onde ela gravou o seu primeiro álbum, The Echo (2012). Rogers incluiu suas demos em sua aplicação para a New York University’s Clive Davis Institute of Recorded Music. Ela foi aprovada e começou em 2012.

### Colegial e descobertas
Na NYU, Rogers considerou uma carreira em jornalismo da música, e em seu primeiro ano fez residência com a jornalista Lizzy Goodman, para quem transcreveu e editou centenas de horas de entrevistas com músicos e jornalistas experientes; que mais tarde seriam compiladas no livro Meet Me in the Bathroom, publicado em 2017 por Lizzy Goodman.

Rogers lançou outro álbum de música folk, Blood Ballet (2014), durante o segundo ano da faculdade. O blog folk EarToThrGround Music explicou que o álbum “...pedia aos ouvintes que confrontassem emoções densas e pessoais.”
Maggie estudou no exterior, na França, e, depois, alguns amigos a convenceram a ir em uma boate enquanto estavam em Berlim; lá, ela abriu seus olhos para um novo gênero e se apixonou pela dance music. Quando voltou para casa, Roegrs estava decidida a escrever novas músicas e unir seu estilo folk com uma produção eletrônica.
Em 2016, após dois anos de bloqueio criativo (writer's block, do inglês), Rogers escreveu o single “Alaska”, uma canção que foi escrita em quinze minutos sobre o National Outdoor Leadership School (NOLS). Ela tocou a música para Pharrell Williams em um seminário dado por ele em sua escola e, como consequência, um vídeo com um visivelmente mexido Williams escutando a música viralizou na internet em Junho, resultando em milhões de visualizações juntamente com centenas de milhares de novos ouvintes para The Echo e Blood Ballet.
Rogers se formou na New York University’s Clive Davis Institute of Recorded Music em Maio de 2016 em engenharia musical, produção musical e Inglês.

## Carreira musical
Após o vídeo com Pharrell viralizar, várias gravadores tentaram assinar um contrato com Rogers. No fim, ela firmou um contrato com a Capitol Records, com quem “ela licencia suas músicas através de sua própria marca, Debay Sounds”. Assim, Rogers tem mais controle sobre sua música e sua imagem comparado a outros artistas no mesmo patamar que ela.
O álbum de Rogers, Now That the Light is Fading, foi lançado em 17 de Fevereiro de 2017. O primeiro álbum com a gravadora, Heard It In a Past Life, estreou em Janeiro de 2019. Ele debutou em segundo lugar nos EUA na Billboard 200.
Rogers foi ao ar pela primeira vez no Tonight Show Starring Jimmy Fallon em 15 de Fevereiro de 2017; no Saturday Night Live em 3 de Novembro de 2018 e no Today Show em 12 Julho de 2019.
Ela cita Carrie Brownstein, Patti Smith, Kim Gordon e Björk como suas inspirações musicais, enquanto os reconhecidos cantores Brandi Carlile e Sharon Van Etten - os quais ela chama de “grandes irmãs musicais” (musical big sisters, do inglês) - se tornaram mentoras. Maggie também mencionou, durante a entrevista com Williams, que possui sinestesia, uma condição benigna em que um ou mais sentidos são percebidos ao mesmo tempo. No seu caso, ela é capaz de perceber cores em resposta a uma estimulação musical.
Rogers se juntou com a banda Dead & Company em 1º de Novembro de 2019 para performar “Friend of the Devil” e “The Weight” no Madison Square Garden.

## Performances

### Tours

#### Principal
- Heard It in a Past Life World Tour (2019) (apoiado por Empress of, Jacob Banks,  Melanie Faye e Now, Now)
  - Incluiu paradas em Coachella, Shaky Knees Music Festival, Forecastle Festival e Newport Folk Festival.[19]

#### Abertura
- HAIM - Sister Sister Sister Tour (2018)
- Mumford & Sons - Delta Tour (2018)
  - Parte 1 na Europa e Parte 2 na América do Norte.

### Festivais
Rogers performou em diversos festivais pelos EUA, tais como Coachella, Governors Ball, Lollapalooza, SXSW, Boston Calling, Outside Lands, Firefly e Shaky Knees.
Ela também tocou em festivais internacionais, fora dos EUA, incluindo Glastonbury Festival em Somerset, Inglaterra; Rock Werchter em Werchter, Bélgica; Osheaga Festival em Montreal, Canadá; Latitude Festival em Southwold, Reino Unido; Citadel Festival em Londres; A Campingflight Down the Rabbit Hole em Beuningen, Holanda; e Splendour in the Grass Festival em Byron Bay, New South Wales, Austrália.

## Vida pessoal
Rogers também está engajada com o ativismo. Sua canção “Give a Little” foi lançado no mesmo dia que o National School Walkout demandou uma ação governamental sobre o controle de armas. Ela se inspirou com o ativismo dos estudantes por toda a nação e escreveu “Give a Little” sobre empatia e união.
Rogers ajuda organizações como a ACLU e a Planned Parenthood doando arrecadações de merchandise e shows.
Rogers foi recentemente admirada na internet por se impor contra comentários machistas feitos durante um de seus shows. Na performance da ACL Live ocorrida no Moody Theater em Austin, Texas, em 19 de Outubro de 2019, um homem pediu a ela que “mostrasse os mamilos” (free the nips, do inglês), enquanto outro chamou-a de “bonita” (cute, do inglês). Rogers foi às redes sociais para expressar sua raiva e foi apoiada pelos seus seguidores, o público e mídia.

## Discografia

### Álbuns de estúdio
| Título                  | Detalhes | Posição mais alta | Posição mais alta | Posição mais alta | Posição mais alta | Posição mais alta | Posição mais alta | Posição mais alta | Posição mais alta | Posição mais alta | Vendas                |
| Título                  | Detalhes | US                | AUS               | CAN               | BEL (FL)          | IRE               | NL                | SCO               | SWI               | UK                | Vendas                |
| ----------------------- | --- | ----------------- | ----------------- | ----------------- | ----------------- | ----------------- | ----------------- | ----------------- | ----------------- | ----------------- | --------------------- |
| Heard It in a Past Life | - Data de lançamento: 18 de Janeiro de 2019. - Gravadora: Debay Sounds, Capitol Records. - Formatos: download digital, CD, LP, streaming, cassete. | 2                 | 8                 | 10                | 92                | 30                | 95                | 18                | 49                | 25                | - EUA: 37.000 cópias. |

### Álbuns independentes
| Título       | Detalhes                                                                                            |
| ------------ | --------------------------------------------------------------------------------------------------- |
| The Echo     | - Data de lançamento: 18 de Maio de 2012. - Gravadora: auto-publicado. - Formato: download digital. |
| Blood Ballet | - Data de lançamento: 2 de Julho de 2014. - Gravadora: auto-publicado. - Formato: download digital. |

### EP's
| Título                       | Detalhes | Posição mais alta | Posição mais alta |
| Título                       | Detalhes | US Rock           | US Heat           |
| ---------------------------- | --- | ----------------- | ----------------- |
| Now That the Light Is Fading | - Data de lançamento: 17 de Fevereiro de 2017. - Gravadora: Debay Sounds, Capitol Records. - Formato: download digital, CD, vinil. | 39                | 4                 |

### Singles
| Título                                                                                    | Ano  | Posição mais alta | Posição mais alta | Posição mais alta | Posição mais alta | Posição mais alta | Posição mais alta | Posição mais alta | Posição mais alta | Premiações | Álbum                        |
| Título                                                                                    | Ano  | US AAA            | US Adult Pop      | US Alt. Dig.      | US Dance          | US Rock           | US Rock Airplay   | BEL (FL) Tip      | NZ Hot            | Premiações | Álbum                        |
| ----------------------------------------------------------------------------------------- | ---- | ----------------- | ----------------- | ----------------- | ----------------- | ----------------- | ----------------- | ----------------- | ----------------- | ---------- | ---------------------------- |
| "Alaska"                                                                                  | 2016 | 13                | -                 | 15                | -                 | 18                | -                 | 13                | -                 | - MC: Gold | Now That the Light Is Fading |
| "Dog Years"                                                                               | 2016 | -                 | -                 | -                 | -                 | -                 | -                 | -                 | -                 |            | Now That the Light Is Fading |
| "On and Off"                                                                              | 2017 | 20                | -                 | -                 | -                 | 44                | -                 | -                 | -                 |            | Now That the Light Is Fading |
| "Split Stones"                                                                            | 2017 | -                 | -                 | -                 | -                 | -                 | -                 | -                 | -                 |            | Single sem álbum.            |
| "Fallingwater"                                                                            | 2018 | -                 | -                 | 11                | -                 | -                 | -                 | -                 | -                 |            | Hear It in a Past Life       |
| "Give a Little"                                                                           | 2018 | -                 | -                 | -                 | -                 | -                 | -                 | -                 | -                 |            | Hear It in a Past Life       |
| "Light On"                                                                                | 2018 | 1                 | 31                | 9                 | 26                | -                 | 35                | -                 | 40                | - MC: Gold | Hear It in a Past Life       |
| "Burning"                                                                                 | 2019 | 6                 | -                 | -                 | -                 | -                 | 50                | -                 | 32                |            | Hear It in a Past Life       |
| "Love You For a Long Time"                                                                | 2019 | -                 | -                 | -                 | -                 | -                 | -                 | -                 | -                 |            | Pendente.                    |
| "-" significa um single que não atingiu nenhuma posição ou não foi lançado no território. |      |                   |                   |                   |                   |                   |                   |                   |                   |            |                              |

## Prêmios e nomeações
| Ano  | Organização   | Categoria                | Trabalho nomeado | Resultado | Ref.   |
| ---- | ------------- | ------------------------ | ---------------- | --------- | ------ |
| 2020 | Grammy Awards | Melhor Artista Revelação | Próprio          | Pendente  | [ 40 ] |

## Leitura extra*
- After Wowing Pharrell, Maggie Rogers Delivers Her Pop Thesis- NPR
- First, Maggie Rogers's Music Enchanted Pharrell—Now, the Rest of the World- W Magazine
- NY Magazine article
- Artist Interview: Maggie Rogers- EarToTheGround Music
- Petrusich, Amanda (13 de Março de 2017). "All in: Maggie Rogers' collection of influences". The Critics. Pop Music. The New Yorker. 93 (4): 110-111. Versão online chama-se "Maggie Rogers, an artist of her time".